# We Are Family (album)
A We Are Family az amerikai Sister Sledge együttes 3. stúdióalbuma, mely az egyik legsikeresebb, és legkelendőbb volt a világon. Az albumról 4 kislemez jelent meg, a He's A Greatest Dancer, We Are Family, a Lost In Music, és a Thinking Of You című, mely sok évvel később 1984-ben jelent meg kislemezen.  Az első három kislemez  listavezető helyezést ért el. Az album az eladások alapján Amerikában platina, míg az Egyesült Királyságban aranylemez fokozatot ért el.
A dalok több alkalommal megjelentek kislemezen, sőt a 80-as, 90-es években remixek is készültek belőle, hogy az új generáció is felfedezhesse őket, de a 2000-es években is jelentek meg a dalok újrakevert változatai.
1995-ben jelent meg digitálisan felújított CD-kiadása a Rhino Records gondozásában, mely bónusz remixeket is tartalmaz.
Az album szerepel az 1001 lemez, amit hallanod kell, mielőtt meghalsz című könyvben.

## Az album dalai
| 1. | He's The Greatest Dancer | Bernard Edwards, Nile Rodgers | 6:16 |
| 2. | Lost In Music            | Edwards, Rodgers              | 4:52 |
| 3. | Somebody Loves Me        | Edwards, Rodgers              | 4:59 |
| 4. | Thinking Of You"         | Edwards, Rodgers              | 4:31 |

| 1. | We Are Family         | Edwards, Rodgers | 8:24 |
| 2. | Easier to Love        | Edwards, Rodgers | 5:05 |
| 3. | You're a Friend to Me | Edwards, Rodgers | 5:31 |
| 4. | One More Time         | Edwards, Rodgers | 3:17 |

## CD megjelenés (1995)
Az 1995-ben kiadott CD változaton az alábbi bónusz dalok szerepelnek 
- "We Are Family (Sure Is Pure Remix)" – 8:05
- "We Are Family (Steve Anderson DMC Remix)" – 8:13
- "Lost in Music (Sure Is Pure Remix)" – 8:38
- "Lost in Music (1984 Bernard Edwards & Nile Rodgers Remix)" – 6:37

## Slágerlista
| Slágerlista (1979)                           | Legmagasabb helyezés |
| -------------------------------------------- | -------------------- |
| Egyesült Államok · Billboard Pop Albums      | 3                    |
| Egyesült Államok · Billboard Top Soul Albums | 1                    |

Kislemezek
| Év   | Dal                        | Slágerlista helyezés  | Slágerlista helyezés        | Slágerlista helyezés          |
| Év   | Dal                        | Egyesült Államok · US | Egyesült Államok · US · R&B | Egyesült Államok · US · Dance |
| ---- | -------------------------- | --------------------- | --------------------------- | ----------------------------- |
| 1979 | "He's The Greatest Dancer" | 9                     | 1                           | 1                             |
| 1979 | "We Are Family"            | 2                     | 1                           | 1                             |
| 1979 | "Lost In Music"            | —                     | 35                          | 1                             |

## Közreműködők

### Zenészek
- Kathy Sledge – ének (1, 3, 4, 5)
- Debbie Sledge – ének a You're a Friend to Me-n
- Joni Sledge – ének a Lost in Musicon és az Easier to Love-on
- Kim Sledge – ének a One More Time-on
- Simon LeBon – vokál a Lost in Music-on (1984-es mix)
- John Taylor – vokál a Lost in Music-on (1984-es mix)
- Alfa Anderson – háttérvokál
- David Lasley – háttérvokál
- Diva Gray – háttérvokál
- Luther Vandross – háttérvokál
- Norma Jean Wright – háttérvokál
- Bernard Edwards – basszusgitár
- Gene Orloff – koncertmester
- Tony Thompson – dob
- Nile Rodgers – gitár
- Raymond Jones – billentyűk, Fender Rhodes
- Andy Schwartz – zongora
- Sammy Figueroa – ütőhangszerek
- Robert Sabino – zongora, clavinet
- Jean Fineberg – szaxofon
- Alex Foster – szaxofon, fuvola
- Barry Rogers – harsona
- Ellen Seeling – trombita
- Jon Faddis – trombita
- Cheryl Hong (The Chic Strings) – vonósok
- Karen Milne (The Chic Strings) – vonósok
- Marianne Carroll (The Chic Strings – vonósok

### Produkció
- Bernard Edwards – a Chic Organization Ltd. producere
- Nile Rodgers – a Chic Organization Ltd. producere
- Bob Clearmountain – hangmérnök
- Bill Scheniman – hangmérnök
- Don Berman – hangmérnök
- Jeff Hendrickson – hangmérnökasszisztens
- Ray Willard – hangmérnökasszisztens
- Dennis King – keverés

## Fordítás
Ez a szócikk részben vagy egészben a We Are Family (album) című angol Wikipédia-szócikk ezen változatának fordításán alapul.  Az eredeti cikk szerkesztőit annak laptörténete sorolja fel. Ez a jelzés csupán a megfogalmazás eredetét és a szerzői jogokat jelzi, nem szolgál a cikkben szereplő információk forrásmegjelöléseként.